# Kowalów (gmina w województwie gorzowskim)
Kowalów (od 1976 Rzepin) – dawna gmina wiejska istniejąca w latach 1945–1954 i 1973–1976 w woj. poznańskim, zielonogórskim i gorzowskim (dzisiejsze woj. lubuskie). Siedzibą władz gminy był Kowalów.
Gmina Kowalów powstała po II wojnie światowej (1945) na terenie tzw. Ziem Odzyskanych (tzw. III okręg administracyjny – Pomorze Zachodnie). 25 września 1945 gmina – jako jednostka administracyjna powiatu rzepińskiego – została powierzona administracji wojewody poznańskiego, po czym z dniem 28 czerwca 1946 została przyłączona do woj. poznańskiego. 6 lipca 1950 gmina wraz z całym powiatem rzepińskim weszła w skład nowo utworzonego woj. zielonogórskiego.
Według stanu z 1 lipca 1952 gmina składała się z 8 gromad: Golice, Kowalów, Lisów, Radów, Serbów, Stare Biskupice, Starków i Sułów. Gmina została zniesiona 29 września 1954 wraz z reformą wprowadzającą gromady w miejsce gmin. 
Jednostkę reaktywowano 1 stycznia 1973 w powiecie słubickim w woj. zielonogórskim. 1 czerwca 1975 gmina weszła w skład nowo utworzonego woj. gorzowskiego. 15 stycznia 1976 siedziba gminy Kowalów została przeniesiona do Rzepina z jednoczesną zmianą nazwy gminy na gmina Rzepin. Powstała w 1976 roku gmina Rzepin pozostwała odrębna od miasta Rzepina do 1 lutego 1991, kiedy to miasto Rzepin i gminę Rzepin połączono w jedną miejsko-wiejską gminę Rzepin.